# صنوبر مأكول
الصنوبر المأكول نوع نباتي شجري من جُنيس صنوبر دوكامبو يتبع الفصيلة الصنوبرية.
ثماره تؤكل حيث يقوم الهنود المحليون بجمعها.

## الانتشار
ينتشر في غرب الولايات المتحدة.